# 卡克塔斯 (加利福尼亞州)
卡克塔斯（英語：Cactus）是位於美國加利福尼亞州因皮里爾縣的一個非建制地區。該地的面積和人口皆未知。

## 地理
卡克塔斯的座標為32°51′44″N 114°53′49″W / 32.86222°N 114.89694°W，而該地的平均海拔高度為120米（即394英尺）。